# (34779) Chungchiyung
(34779) Chungchiyung est un astéroïde de la ceinture principale.

## Description
(34779) Chungchiyung est un astéroïde de la ceinture principale. Il fut découvert le 10 septembre 2001 à l'observatoire Desert Eagle par William Kwong Yu Yeung. Il présente une orbite caractérisée par un demi-grand axe de 2,28 UA, une excentricité de 0,08 et une inclinaison de 6,2° par rapport à l'écliptique.

## Compléments